# Nội các Singapore
Chính phủ (nhánh Hành pháp) Singapore gồm Tổng thống Singapore và Nội các Singapore. Nội các được lãnh đạo bởi Thủ tướng Singapore, tức người đứng đầu Chính phủ. Thủ tướng là thành viên của Nghị viện, được bổ nhiệm do Tổng thống chọn một người mà theo quan điểm của Tổng thống có thể nhận được đa số sự tín nhiệm của Nghị viện Singapore. Các thành viên khác của Nội các là các Bộ trưởng, là thành viên của Nghị viện do Tổng thống chỉ định theo đề nghị của Thủ tướng. Thành viên Nội các đều bị cấm đảm nhiệm chức vụ bất kỳ văn phòng có lợi nhuận hay tích cực tham gia trong bất kỳ doanh nghiệp thương mại nào.
Nội các thường chỉ đạo và kiểm soát Chính phủ và chịu trách nhiệm tập thể với Nghị viện. Nó cũng có ảnh hưởng đáng kể đối với việc lập pháp. Các Bộ trưởng có thể do Thủ tướng chỉ định để phụ trách các Bộ đặc biệt, hoặc là Bộ trưởng trong Văn phòng Thủ tướng. Các bộ trưởng của Singapore nằm trong số những người được trả lương cao nhất trên thế giới. Trước khi đánh giá mức lương năm 2011, mức lương hàng năm của Thủ tướng Chính phủ là 3,07 triệu đô la Singapore, trong khi mức lương của các viên chức cấp bộ từ khoảng 1,58 triệu đô la Singapore đến 2,37 triệu đô la Singapore. Vào ngày 21 tháng 5 năm 2011, một ủy ban được Thủ tướng bổ nhiệm để xem xét mức lương của Thủ tướng cũng như Tổng thống, những người chính trị viên được bổ nhiệm, và các nghị sĩ. Sau cuộc thảo luận về đề xuất giảm tiền lương của ủy ban và được Nghị viên thông qua sau đó, mức lương của Thủ tướng đã giảm 36% (bao gồm cả việc cắt giảm lương hưu) xuống 2,2 triệu đô la Singapore (khoảng 1,7 triệu đô la Mỹ). Tuy nhiên, Thủ tướng vẫn là nhà lãnh đạo chính trị được trả cao nhất trên thế giới.
Tiền thân của Nội các là Hội đồng điều hành Các khu định cư Eo biển vào năm 1877 để tư vấn cho Thống đốc của Các khu định cư Eo biển. Nó không có quyền hành pháp. Năm 1955, một Hội đồng Bộ trưởng đã được thành lập, bao gồm ba thành viên chính thức và sáu thành viên chỉ định bởi Hội đồng Lập pháp Singapore, do Thống đốc bổ nhiệm theo đề xuất của Lãnh đạo Hạ viện. Sau cuộc tổng tuyển cử năm đó, David Saul Marshall trở thành Thủ tướng đầu tiên của Singapore. Các cuộc thảo luận về hiến pháp giữa các đại diện Hội đồng Lập pháp và Văn phòng Thuộc địa được tổ chức từ năm 1956 đến năm 1958 và Singapore đã có được chính quyền nội bộ đầy đủ vào năm 1959. Thống đốc thay thế là Yang di-Pertuan Negara, có quyền bổ nhiệm chức vụ Thủ tướng - là người có khả năng chỉ huy thẩm quyền của Hội đồng và các Bộ trưởng khác của Nội các về đề nghị của Thủ tướng. Trong cuộc tổng tuyển cử năm 1959, Đảng Hành động Nhân dân đã giành được quyền lực với 43 trong số 51 ghế trong Quốc hội và Lý Quang Diệu trở thành Thủ tướng đầu tiên của Singapore. Ngành hành pháp của Chính phủ Singapore không thay đổi sau khi Singapore sáp nhập với Malaysia vào năm 1963, và sau đó độc lập năm 1965.
Sau cuộc tổng tuyển cử năm 2011, cuộc cải tổ nội các diễn ra vào ngày 21 tháng 5 năm 2011. Lim Hng Kiang và Lim Swee Say vẫn giữ chức vụ Bộ trưởng Bộ Công thương và Văn phòng Thủ tướng tương ứng, trong khi các Bộ trưởng 11 bộ còn lại được bổ nhiệm mới. Heng Swee Keat và Chan Chun Sing, từng được bầu vào Nghị viện Singapore lần đầu tiên, lần lượt được bổ nhiệm các chức vụ Bộ trưởng Bộ Giáo dục và Quyền Bộ trưởng Bộ Phát triển Cộng đồng, Thanh niên và Thể thao.

## Lịch sử
Cho đến khi Chiến tranh Thế giới II bùng nổ, Singapore là một phần của thuộc địa hoàng gia được gọi là Các khu định cư Eo biển cùng với Malacca và Penang. Tiền thân của Nội các là Hội đồng điều hành Các khu định cư Eo biển vào năm 1877, mặc dù chức năng của nó rất khác với Nội các hiện nay. Hội đồng được thành lập theo chỉ thị của hoàng gia, để cố vấn cho Thống đốc và không có quyền hành pháp. Thống Đốc được yêu cầu tham khảo ý kiến của Hội đồng điều hành về tất cả các vấn đề có tầm quan trọng trừ trường hợp khẩn cấp, hoặc nếu tham chiếu đến nó sẽ gây phương hại cho sự phục vụ công. Trong những trường hợp khẩn cấp như vậy, Thống đốc phải thông báo cho Hội đồng về các biện pháp ông đã thực hiện.

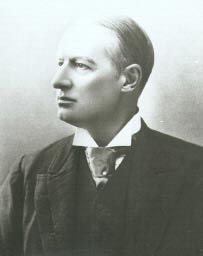
Ngài William Cleaver Francis Robinson (1834–1897), Thống đốc Các khu định cư Eo biển khi Hội đồng điều hành Các khu định cư Eo biển được giới thiệu vào năm 1877

Sau Thế chiến II, Các khu định cư Eo biển tan rã và Singapore trở thành thuộc địa hoàng gia đúng nghĩa. Hội đồng điều hành được lập lại bao gồm sáu quan chức chính thức và bốn được chỉ định. Tháng 2 năm 1954, Ủy ban Hiến pháp Rendel dưới sự chủ trì của Ngài George William Rendel, được bổ nhiệm để xem xét toàn diện hiến pháp của Thuộc địa Singapore, đưa ra báo cáo. Ngoài ra, ủy ban đề xuất thành lập một Hội đồng Bộ trưởng bao gồm ba thành viên Chính thức và 6 thành viên theo chỉ định của Hội đồng Lập pháp Singapore do Thống đốc bổ nhiệm theo đề nghị của Lãnh đạo Hạ viện, là lãnh đạo của đảng chính trị lớn nhất hoặc liên minh các đảng có sự ủng hộ lớn trong cơ quan lập pháp. Khuyến nghị đã được thực hiện vào năm 1955. Trong cuộc tổng tuyển cử năm đó, Mặt trận Lao động chiếm đa số ghế trong Quốc hội, và David Saul Marshall trở thành Thủ tướng đầu tiên của Singapore. Những vấn đề chính của Hiến pháp Rendel là quyền lực của Thủ tướng và Bộ trưởng đã được xác định rõ ràng, và các Thành viên chính thức vẫn giữ quyền kiểm soát tài chính, chính quyền và an ninh nội bộ và các danh mục luật pháp. Điều này đã dẫn đến cuộc đối đầu giữa Marshall, người tự coi như Thủ tướng điều hành đất nước, và Thống đốc Ngài John Fearns Nicoll, người cảm thấy rằng các quyết định và chính sách quan trọng nên được duy trì bởi chính mình và các Thành viên Chính thức.

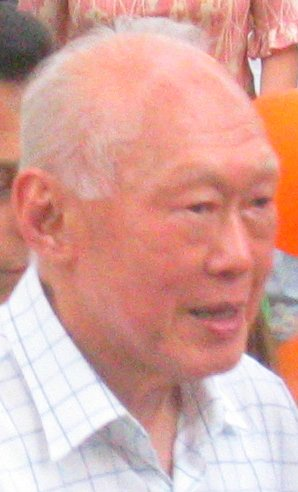
Lý Quang Diệu, Thủ tướng Singapore được bầu đầu tiên năm 1959, ảnh chụp năm 2005

Năm 1956, các thành viên của Hội đồng Lập pháp đã tổ chức các cuộc thảo luận hiến pháp với Văn phòng Thuộc địa ở London. Các cuộc đàm phán đã chấm dứt khi Marshall không đồng ý với đề xuất của Chính phủ Anh về cách thức bỏ phiếu với một dự định Hội đồng Quốc phòng được thành lập bởi Ủy viên Cao cấp Anh tới Singapore, những người sẽ chỉ thực hiện nó trong trường hợp khẩn cấp. Marshall từ chức Thủ tướng vào tháng 6 năm 1956, và được thay thế bởi Lim Yew Hock. Năm sau đó, ông Lim lãnh đạo một phái đoàn khác sang Anh để thảo luận thêm về việc tự trị. Lần này, thỏa thuận đã đạt được về thành phần của một Hội đồng An ninh Nội địa. Các thỏa thuận hiến pháp khác đã được dàn xếp nhanh chóng vào năm 1958, và ngày 1 tháng 8 Nghị viện Vương quốc Anh đã thông qua Đạo luật Nhà nước Singapore năm 1958 , cho phép thuộc địa này tự trị toàn bộ. Theo hiến pháp mới của Singapore, có hiệu lực vào ngày 3 tháng 6 năm 1959, Thống đốc đã bị thay thế bởi Yang di-Pertuan Negara. Hiến pháp cũng đặt ra vị trí của Cao ủy Anh, [18], người có quyền nhận được nghị trình của mỗi cuộc họp Nội các và xem tất cả các tài liệu của Nội các. Trong cuộc tổng tuyển cử năm 1959, Đảng Hành động Nhân dân (PAP) giành được quyền lực với 43 trong số 51 ghế trong Quốc hội và Lý Quang Diệu trở thành Thủ tướng đầu tiên của Singapore. Chín bộ trưởng khác được bổ nhiệm vào Nội các.
Vai trò của Cao ủy Anh đã trở thành một đại sứ sau khi Singapore giành được độc lập từ Anh và sáp nhập với Malaysia vào năm 1963. Bên cạnh đó, nhánh hành pháp của Chính phủ Singapore hầu như không thay đổi mặc dù bây giờ nó quản lý một quốc gia bên trong một liên bang lớn hơn. Tuy nhiên, với hiệu lực từ ngày 9 tháng 8 năm 1965, Singapore rời Liên bang Mã Lai và trở thành một nước cộng hòa độc lập hoàn toàn. Khi tách khỏi Malaysia, Chính phủ Singapore vẫn giữ thẩm quyền hành pháp của nó, và thẩm quyền hành pháp của Nghị viện Malaysia đã chấm dứt đối với Singapore và giao cho Chính phủ Singapore. Quốc vương Malaysia, Lãnh đạo Nhà nước Tối cao của Malaysia, cũng đã không còn là Lãnh đạo tối cao của Singapore và đã từ bỏ mọi thẩm quyền còn lại với Singapore . Sau đó, Đạo luật Độc lập Cộng hòa Singapore năm 1965 đã trao quyền hành pháp của Singapore trong vị trí mới được thành lập của Tổng thống, và do Chính phủ hoặc Nội các hoặc bởi bất kỳ Bộ trưởng nào được Nội các thông qua.

## Cấu trúc Chính phủ
Singapore thừa hưởng hệ thống chính phủ Westminster từ Anh. Trong các hệ thống như vậy, có sự chồng chéo giữa các nhánh hành pháp và lập pháp của chính phủ. Người đứng đầu nhà nước là Tổng thống Singapore, là thành viên của cả Chính phủ Singapore và Nghị viện Singapore, nhưng chỉ đóng vai trò rất nhỏ. Quyền hành pháp nằm trong tay Nội các, được tạo thành từ Thủ tướng Singapore (người đứng đầu Chính phủ) và các Bộ trưởng khác . Đồng thời, Thủ tướng Chính phủ và các Bộ trưởng cũng là thành viên của Nghị viện Singapore.
Sau những cải cách theo hiến pháp vào năm 1991, văn phòng Tổng thống đã được chuyển đổi từ một vị trí được bổ nhiệm vào một vị trí được bầu cử. Như vậy, cả Tổng thống và các nghị sĩ được bầu vào các vị trí của họ bởi các công dân của Singapore trong các cuộc bầu cử riêng biệt.

### Bổ nhiệm Nội các

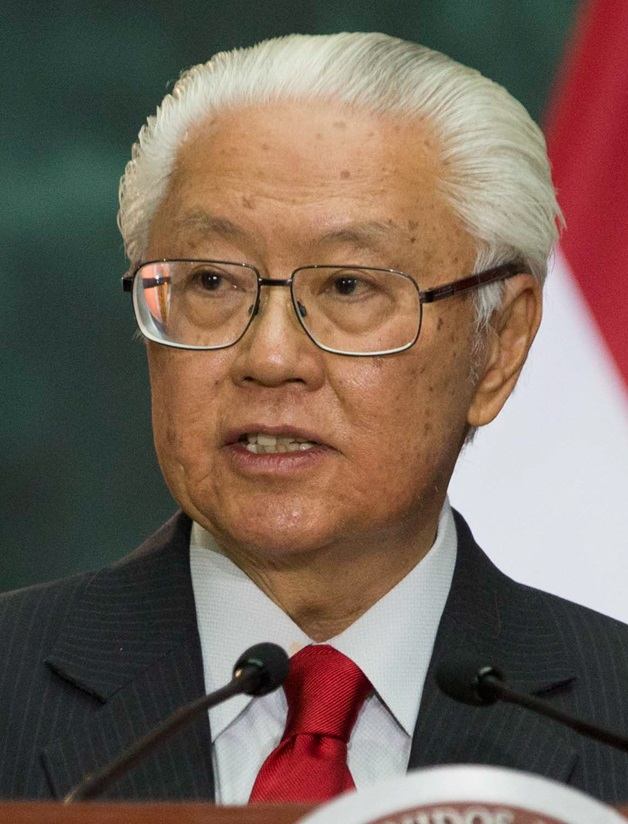
Tony Tan, cựu Tổng thống Singapore năm 2011

Tổng thống chỉ định Thủ tướng từ một nghị sĩ Nghị viện, người có khả năng có sự tín nhiệm từ đa số nghị sĩ. Trên thực tế, Thủ tướng thường là người đứng đầu đảng chính trị nắm giữ đa số ghế trong Nghị viện .
Tổng thống cũng bổ nhiệm các Bộ trưởng khác vào Nội các từ các nghị sĩ, theo đề xuất của Thủ tướng . Bất kỳ nghị sĩ nào, bao gồm thành viên phi bầu cử hoặc thành viên chỉ định, có thể được bổ nhiệm làm Bộ trưởng. Năm 1990, Phó Thủ tướng Goh Chok Tong nói trong Nghị viện: "Tôi muốn chính phủ có thể linh hoạt trong việc chỉ định đúng người làm Bộ trưởng tài chính, hơn là ép buộc chính phủ đó lựa chọn từ bất cứ ai có mặt trong Hạ viện ". Tuy nhiên, ông nói thêm rằng Chính phủ không có ý định bổ nhiệm một bộ trưởng trong số các thành viên chỉ định vào thời điểm đó. Tháng 5 năm 2009, nghị sĩ Hri Kumar đề xuất trong một cuộc tranh luận của Nghị viện rằng vị trí này được xem xét lại khi Thủ tướng có thể rút ra kinh nghiệm của nhiều người Singapore có khả năng. Ông bày tỏ quan điểm rằng điều này sẽ không ảnh hưởng các nguyên tắc dân chủ. Hệ thống Nghị viện của Singapore đã đặt trọng tâm hơn vào đảng cầm quyền chứ không phải là các nghị sỹ riêng lẻ, và "Các Nghị sỹ vẫn phải giành được sự ủng hộ từ cơ sở, và cuối cùng Thủ tướng và đảng cầm quyền và Nội các của ông sẽ vẫn chịu trách nhiệm trước cử tri trong cuộc bầu cử ". Các nhà phê bình đã bình luận rằng việc áp dụng thực tiễn sẽ làm cho người Singapore mất phương hướng, làm sâu sắc hơn nền văn hoá chính trị đã và đang dẫn đến thiếu trách nhiệm giải trình và tính hợp pháp .
Trước khi bắt đầu nhiệm vụ của mình, Thủ tướng và các Bộ trưởng phải đăng ký (ký) Lời thề trung thành và tuyên thệ thực hiện đúng nhiệm vụ của mình trước Tổng thống . Lời tuyên thệ trung thành như sau:
Tôi, [tên], được bổ nhiệm làm [tên cơ quan], nghiêm túc tuyên thệ [hoặc kiên quyết] rằng tôi sẽ mang lòng tin và trung thành với Cộng hòa Singapore và tôi sẽ giữ gìn, bảo vệ và che chở Hiến pháp của Cộng hòa Singapore.

Lời tuyên thệ để thực hiện đúng nghĩa vụ của Văn phòng Thủ tướng hoặc Bộ trưởng như sau:
Tôi, [tên], được chọn và bổ nhiệm làm Thủ tướng [hoặc Bộ trưởng] của Singapore, nghiêm túc tuyên thệ [hoặc kiên quyết] rằng tôi sẽ luôn luôn thực hiện nhiệm vụ của mình khi là Thủ tướng Chính phủ hoặc Bộ trưởng theo pháp luật và nỗ lực tốt nhất với kiến thức và khả năng của tôi, mà không sợ hãi hay thiên vị, thiện ý hay ác ý 

Các thành viên nội các bị cấm không được giữ bất kỳ văn phòng có lợi nhuận nào hoặc tham gia tích cực vào bất kỳ doanh nghiệp thương mại nào. Ngoài ra, họ phải tuân thủ Quy tắc Ứng xử của các Bộ trưởng . Ví dụ, để chống lại các cáo buộc tham nhũng tiềm ẩn và tài sản không giải thích được và để tránh những mâu thuẫn tiềm ẩn giữa lợi ích cá nhân và trách nhiệm công cộng, Bộ luật yêu cầu mỗi Bộ trưởng phải thể hiện sự tin cậy với Tổng thống thông qua Thủ tướng tất cả các nguồn thu nhập khác với mức lương khi là Bộ trưởng và là một nghị sĩ. Điều này phải bao gồm tất cả các tài sản, như tài sản tài chính, bất động sản, lợi tức trong bất kỳ công ty hoặc hoạt động chuyên nghiệp nào, bất kỳ tài sản cá nhân nào khác cũng như các khoản nợ tài chính, bao gồm cả thế chấp và vay. Một bộ trưởng cũng phải "cẩn thận tránh bất kỳ cuộc xung đột lợi ích thực sự hoặc rõ ràng giữa văn phòng của bản thân và các lợi ích tài chính tư nhân của mình". Do đó, Bộ trưởng không được phép nhận bất kỳ hình thức nào từ những người đàm phán hoặc tìm cách xin giấy phép hoặc tham gia bất kỳ quan hệ hợp đồng nào với Chính phủ hoặc sử dụng thông tin chính thức cho Bộ trưởng phục vụ lợi ích cá nhân của riêng mình hoặc lợi nhuận của bất kỳ thành viên gia đình hoặc cộng sự.

### Văn phòng bỏ trống
Tổng thống phải tuyên bố bỏ trống văn phòng Thủ tướng nếu Thủ tướng từ chức, hoặc nếu Tổng thống, theo quyết định của mình, cảm thấy rằng Thủ tướng đã ngừng nhận được sự tin tưởng của đa số các nghị sĩ. Trong trường hợp sau, Tổng thống phải thông báo trước cho Thủ tướng về sự đánh giá của mình về vấn đề này, và nếu Thủ tướng yêu cầu, Tổng thống có thể giải tán Nghị viện thay vì tuyên bố bỏ trống. Một cuộc tổng tuyển cử phải được tổ chức trong vòng ba tháng sau khi Nghị viện tan rã. Điều này cho cựu Thủ tướng cơ hội để củng cố sự ủng hộ bằng cách nhận được một nhiệm vụ mới tại cuộc thăm dò.
Các Bộ trưởng Nội các khác phải thôi giữ chức vụ của họ nếu họ từ chức hoặc nếu Tổng thống đã thu hồi sự bổ nhiệm theo đề xuất của Thủ tướng. Một người đã bỏ chức vụ Bộ trưởng nếu đủ điều kiện, có thể sau đó được bổ nhiệm lại làm Bộ trưởng. Thủ tướng và các Bộ trưởng Nội các bổ sung không bỏ chức vụ của họ trong lúc Nghị viện giải tán, mà phải tiếp tục giữ chức vụ cho đến kỳ họp đầu tiên của Nghị viện tiếp theo sau cuộc tổng tuyển cử.

## Trách nhiệm

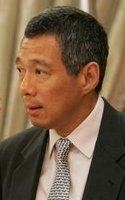
Nội các được lãnh đạo bởi Thủ tướng Lý Hiển Long, ảnh chụp năm 2004

Thẩm quyền hành pháp của Singapore được trao cho Tổng thống và có thể thi hành được bởi Tổng thống hoặc Nội các Singapore hoặc bất kỳ Bộ trưởng nào được Nội các ủy quyền. Tuy nhiên, Tổng thống thường đóng một vai trò danh nghĩa và phần lớn mang tính lễ nghi trong nhánh hành pháp của chính phủ. Mặc dù Tổng thống thực hiện theo ý định cá nhân trong việc thực hiện các chức năng nhất định như kiểm tra Nội các và Nghị viện Singapore, mặt khác Tổng thống vẫn được yêu cầu phải hành động theo lời khuyên của Nội các hoặc của một Bộ trưởng hoạt động dưới thẩm quyền chung của Nội các. Chính Nội Các có sự chỉ đạo chung và sự kiểm soát của Chính phủ. Vì Singapore theo hệ thống chính quyền Westminster nên nghị trình lập pháp của Nghị viện được xác định bởi Nội các. Khi bắt đầu mỗi kỳ họp Nghị viện mới, Tổng thống đưa ra một bài diễn văn do Nội các soạn thảo phác thảo nội dung Nội các dự định đạt được trong phiên họp.
Theo Hiến pháp, Nội các đều có trách nhiệm chung với Nghị viện. Về lý thuyết, Nghị viện đóng vai trò kiểm soát quyền lực của Nội các như việc Bộ trưởng được yêu cầu biện minh cho hành động và chính sách của họ khi bị thẩm vấn bởi các nghị sĩ. Tuy nhiên, tại Singapore, đây là một cơ chế kiểm soát yếu kém bởi vì Đảng Hành động Nhân dân cầm quyền chiếm đa số trong Nghị viện và các thành viên đảng là những nghị sĩ được yêu cầu theo nguyên tắc của đảng để bỏ phiếu theo các hướng dẫn của bên Whip (quan chức phụ trách công tác tổ chức).
Không được phép triệu tập Nội các ngoại trừ thẩm quyền của Thủ tướng Chính phủ. Trên thực tế, Thủ tướng phải tham dự và chủ trì các cuộc họp nội các, nhưng khi Thủ tướng vắng mặt thì có thể bổ nhiệm một Bộ trưởng khác làm chủ tọa.
Bất cứ khi nào Thủ tướng bị bệnh hay vắng mặt ở Singapore hoặc đã được phép nghỉ việc, nhiệm vụ của chức vụ này trong Hiến pháp sẽ được thi hành bởi một Bộ trưởng khác được Tổng thống ủy quyền . Nhìn chung, Tổng thống phải hành động theo thỏa thuận với đê nghị của Thủ tướng trong việc chỉ định một Bộ trưởng vào mục đích này. Tuy nhiên, Tổng thống có thể hành động theo ý riêng của mình, nếu theo ý kiến của Tổng thống không thể lấy ý kiến của Thủ tướng được do bệnh tật hoặc vắng mặt.

### Trách nhiệm của các Bộ trưởng
Thủ tướng Chính phủ có thể, bằng cách đưa ra hướng dẫn bằng văn bản, giao phó bất kỳ Bộ trưởng nào có trách nhiệm đối với bất kỳ bộ phận hoặc chủ thể nào. Trên thực tế, điều này được thực hiện bằng cách ban hành các thông báo được xuất bản trên Công báo Chính phủ. Ví dụ, Hiến pháp nước Cộng hòa Singapore (Trách nhiệm của Bộ trưởng cao cấp và Bộ trưởng Phối hợp An ninh Quốc gia, Văn phòng Thủ tướng) Thông báo 2009 nêu rõ:
Thông tư này thông báo cho thông tin chung rằng theo Điều 30 (1) của Hiến pháp nước Cộng hòa Singapore, Thủ tướng Chính phủ đã chỉ thị rằng ông S. Jayakumar, với hiệu lực từ ngày 1 tháng 4 năm 2009, sẽ chịu trách nhiệm về những vấn đề sau:
(a) các vấn đề an ninh quốc gia liên quan hoặc ảnh hưởng đến nhiều Bộ;
(b) Chủ tịch Ủy ban Xét duyệt Chính sách An ninh;
(c) các vấn đề chính sách đối ngoại liên quan hoặc ảnh hưởng đến nhiều Bộ; và
(d) các vấn đề chính sách đối ngoại liên quan đến đàm phán pháp luật hoặc xét xử quốc tế,
và ông sẽ được chỉ định làm Bộ trưởng cao cấp và Bộ trưởng Phối hợp An ninh Quốc gia.

Các Bộ trưởng có thể do Thủ tướng Chính phủ chỉ định phụ trách các Bộ đặc biệt, hoặc là Bộ trưởng Văn phòng Thủ tướng. Các Bộ trưởng này trước đây gọi là Bộ trưởng không bộ.
Thủ tướng có thể giữ lại bất kỳ bộ phận hoặc chủ thể nào phụ trách.

## Nội các hiện tại
| Bộ                                         | Bộ trưởng | Quốc vụ khanh                                                                                               | Thứ trưởng Chính vụ (nghị viên thuộc nghị viện được bổ nhiệm giúp việc cho Bộ trưởng) |
| ------------------------------------------ | --- | --- | ------------------------------------------------------------------------------------- |
| Văn phòng Thủ tướng (PMO)                  | - Lý Hiển Long (Thủ tướng) - Heng Swee Keat (Phó Thủ tướng và Bộ trưởng điều phối Chính sách Kinh tế) - Teo Chee Hean (Cố vấn quốc vụ và Bộ trưởng điều phối An ninh quốc gia) - Tharman Shanmugaratnam (Cố vấn quốc vụ và Bộ trưởng điều phối Chính sách Xã hội) - Indranee Rajah (Bộ trưởng) - Maliki Osman (Bộ trưởng) - Tan See Leng (Bộ trưởng) | - Tan Kiat How (Quốc vụ khanh)                                                                              |                                                                                       |
| Bộ Truyền thông và Thông tin (MCI)         | - S. Iswaran | - Sim Ann (Quốc vụ khanh cấp cao) - Janil Puthucheary (Quốc vụ khanh cấp cao)                               |                                                                                       |
| Bộ Văn hoá, Cộng đồng và Thanh niên (MCCY) | - Edwin Tong | - Low Yen Ling (Quốc vụ khanh) - Alvin Tan (Quốc vụ khanh từ 1 tháng 9 năm 2020)                            | - Eric Chua (Thứ trưởng Chính vụ)                                                     |
| Bộ Quốc phòng (MINDEF)                     | - Ng Eng Hen | - Heng Chee How (Quốc vụ khanh cấp cao) - Zaqy Mohamad (Quốc vụ khanh cấp cao)                              |                                                                                       |
| Bộ Giáo dục (MOE)                          | - Lawrence Wong - Maliki Osman (Bộ trưởng thứ hai) | - Sun Xueling (Quốc vụ khanh) - Gan Siow Huang (Quốc vụ khanh)                                              |                                                                                       |
| Bộ Tài chính (MOF)                         | - Heng Swee Keat - Lawrence Wong (Bộ trưởng thứ hai) - Indranee Rajah (Bộ trưởng thứ hai) | |                                                                                       |
| Bộ Ngoại giao (MFA)                        | - Vivian Balakrishnan - Maliki Osman (Bộ trưởng thứ hai) | - Chee Hong Tat (Quốc vụ khanh cấp cao)                                                                     |                                                                                       |
| Bộ Y tế (MOH)                              | - Gan Kim Yong - Masagos Zulkifli (Bộ trưởng thứ hai) | - Koh Poh Koon (Quốc vụ khanh cấp cao) - Janil Puthucheary (Quốc vụ khanh cấp cao)                          | - Rahayu Mahzam (Thứ trưởng Chính vụ từ 1 tháng 9 năm 2020)                           |
| Bộ Nội vụ (MHA)                            | - K. Shanmugam - Josephine Teo (Bộ trưởng thứ hai) | - Muhammad Faishal Ibrahim (Quốc vụ khanh) - Desmond Tan (Quốc vụ khanh)                                    |                                                                                       |
| Bộ Tư pháp (MINLAW)                        | - K. Shanmugam - Edwin Tong (Bộ trưởng thứ hai) | |                                                                                       |
| Bộ Nhân lực (MOM)                          | - Josephine Teo - Tan See Leng (Bộ trưởng thứ hai) | - Zaqy Mohamad (Quốc vụ khanh cấp cao) - Gan Siow Huang (Quốc vụ khanh)                                     |                                                                                       |
| Bộ Phát triển Quốc gia (MND)               | - Desmond Lee - Indranee Rajah (Bộ trưởng thứ hai) | - Sim Ann (Quốc vụ khanh cấp cao) - Muhammad Faishal Ibrahim (Quốc vụ khanh) - Tan Kiat How (Quốc vụ khanh) |                                                                                       |
| Bộ Phát triển Gia đình và Xã hội (MSF)     | - Masagos Zulkifli - Desmond Lee (Bộ trưởng phụ trách Tích hợp Dịch vụ Xã hội) | - Sun Xueling (Quốc vụ khanh)                                                                               | - Eric Chua (Thứ trưởng Chính vụ)                                                     |
| Bộ Phát triển bền vững và Môi trường(MSE)  | - Grace Fu | - Amy Khor (Quốc vụ khanh cấp cao) - Desmond Tan (Quốc vụ khanh)                                            |                                                                                       |
| Bộ Thương mại và Công nghiệp (MTI)         | - Chan Chun Sing - S. Iswaran (Bộ trưởng phụ trách Quan hệ Thương mại) - Tan See Leng (Bộ trưởng thứ hai) | - Low Yen Ling (Quốc vụ khanh) - Alvin Tan (Quốc vụ khanh từ 1 tháng 9 năm 2020)                            |                                                                                       |
| Bộ Giao thông (MOT)                        | - Ong Ye Kung | - Amy Khor (Quốc vụ khanh cấp cao) - Chee Hong Tat (Quốc vụ khanh cấp cao)                                  | - Baey Yam Keng (Thứ trưởng Chính vụ cấp cao)                                         |